# جو پومودورو
جو پومودورو (به ایتالیایی: Giò Pomodoro ؛۱۹۳۰–۲۰۰۲ تلفظ ایتالیایی: [ˈdʒɔ ppomoˈdɔ:ro]) یک هنرمند مجسمه‌ساز، چاپ‌های دستی و طراح صحنه اهل ایتالیا بود.
جو پومودورو در ۱۷ نوامبر ۱۹۳۰ اورسیانو دی پسارو در استان پزارو و اوربینو ایتالیا به دنیا آمد. در سال ۱۹۵۴ به میلان نقل مکان کرد و با همکاری هنرمندان پیشرو و آوانگارد شروع به ساخت طلا و جواهر کرد. او سپس شروع به تولید نقش برجسته معکوس در گل رس و همچنین سوار کردن مواد مختلف از جمله چوب و گچ و پس از آن قالب‌گیری فلز پرداخت.
در دهه ۱۹۶۰ او به توسعه چندین سری از مجسمه‌هایی پرداخت که کاوش طیف وسیعی از اشکال انتزاعی معمولاً با سطوح آرام موجدار را شامل می‌شد. پومودورو در فعالیت‌های حرفه‌ای بعدی با دریافت سفارش‌های مکرر به طور منظم به خلق آثار تعداد زیادی سازه‌ها و مجسمه‌ها برای فضاهای عمومی غیر مسقف پرداخت.
برادر او آرنالدو پومودورو نیز مجسمه‌ساز است.

## نگارخانه
آثار جو پومودورو در استودیوی خود در میلان، عکس‌های پائولو مونتی

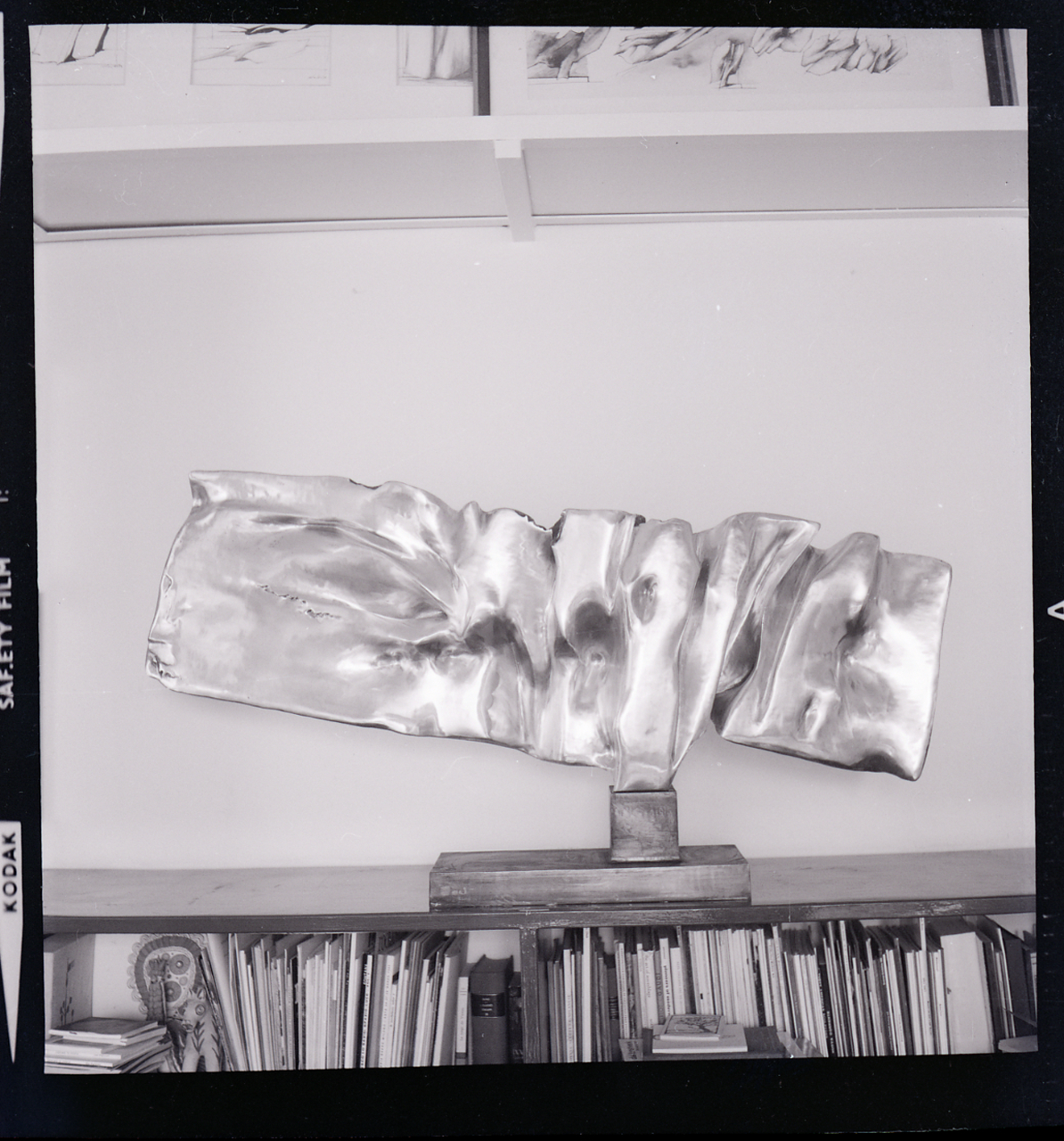
مجسمه سازی. ۱۹۶۴ عکس.
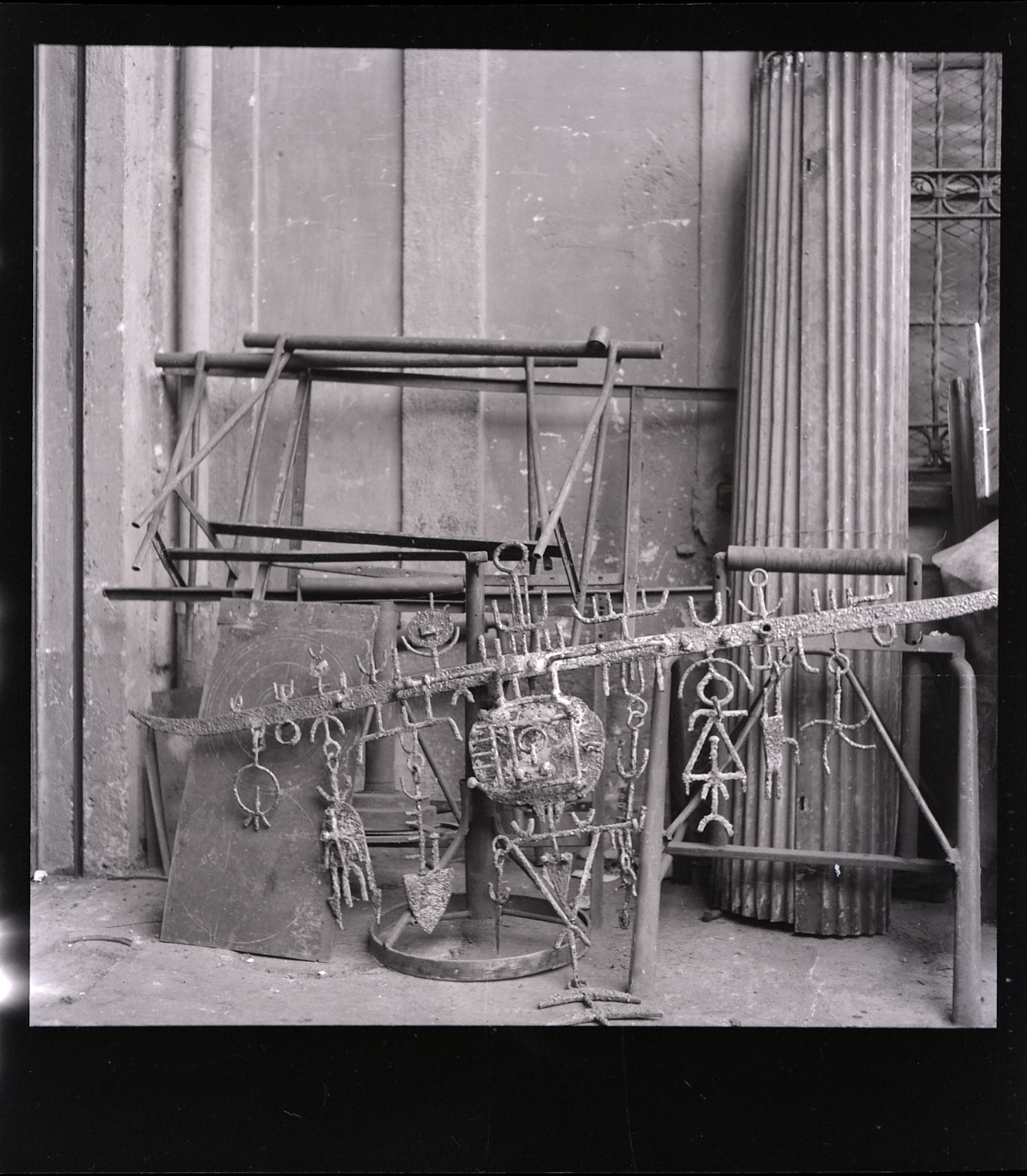
۱۹۶۵
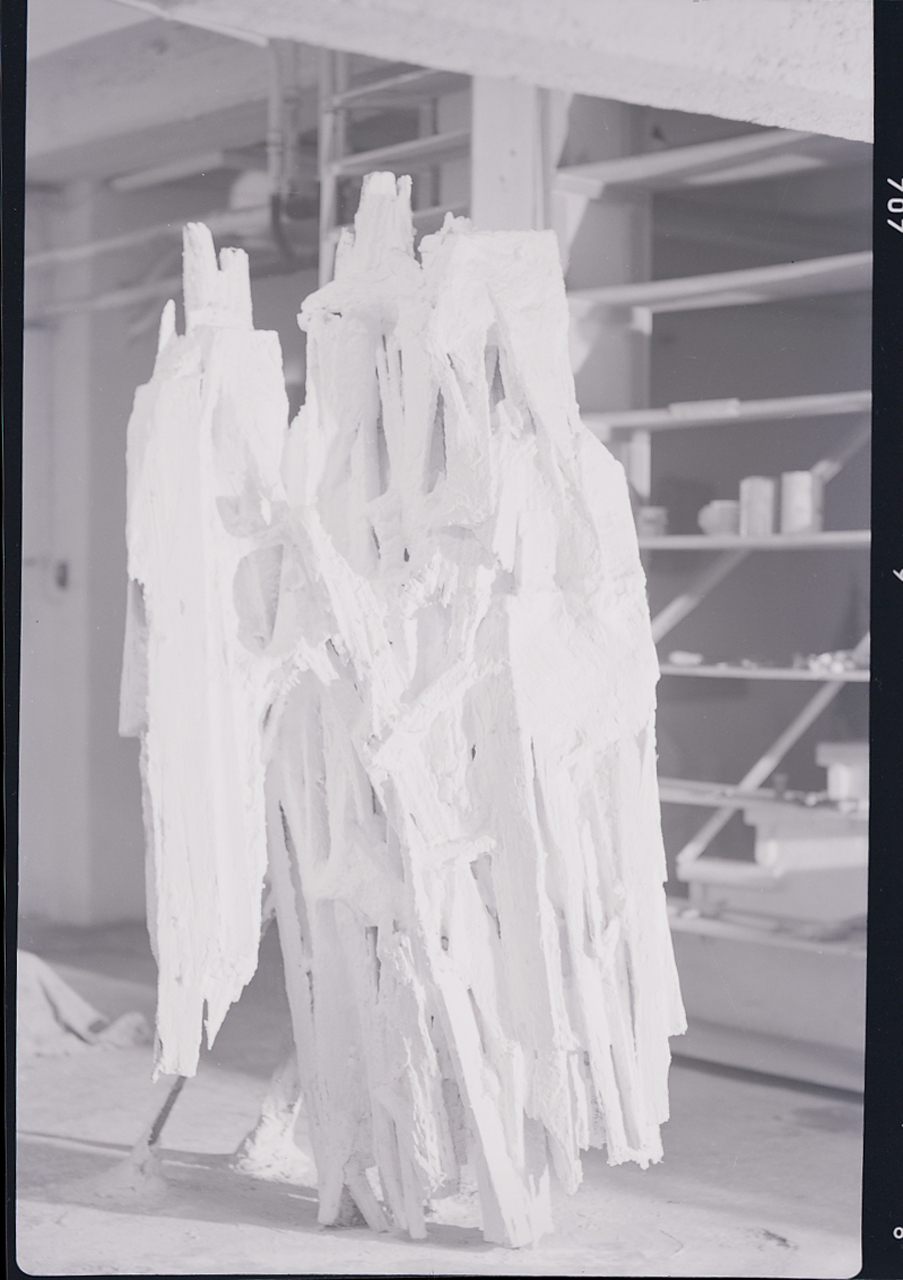
۱۹۶۵
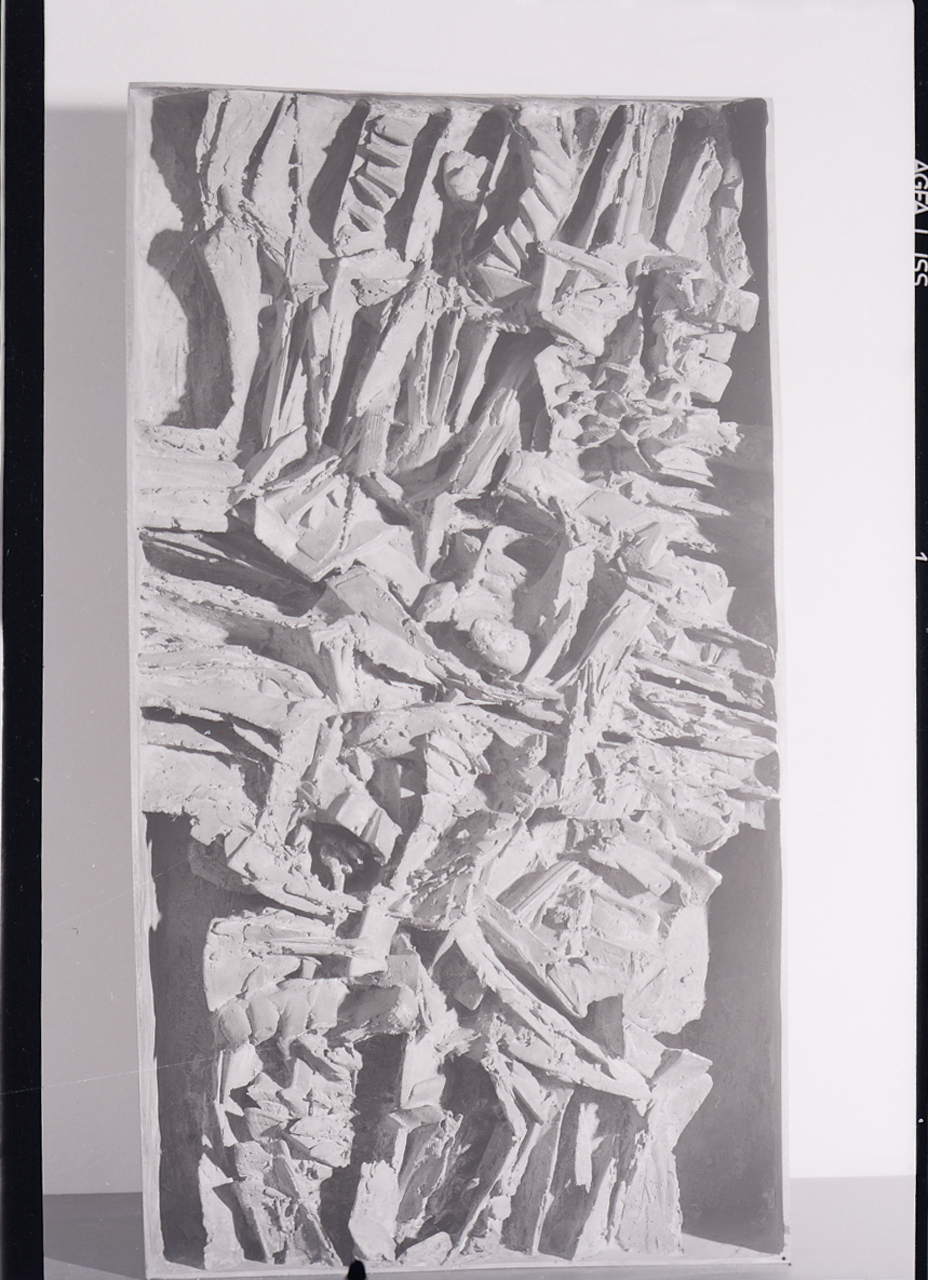
۱۹۶۵
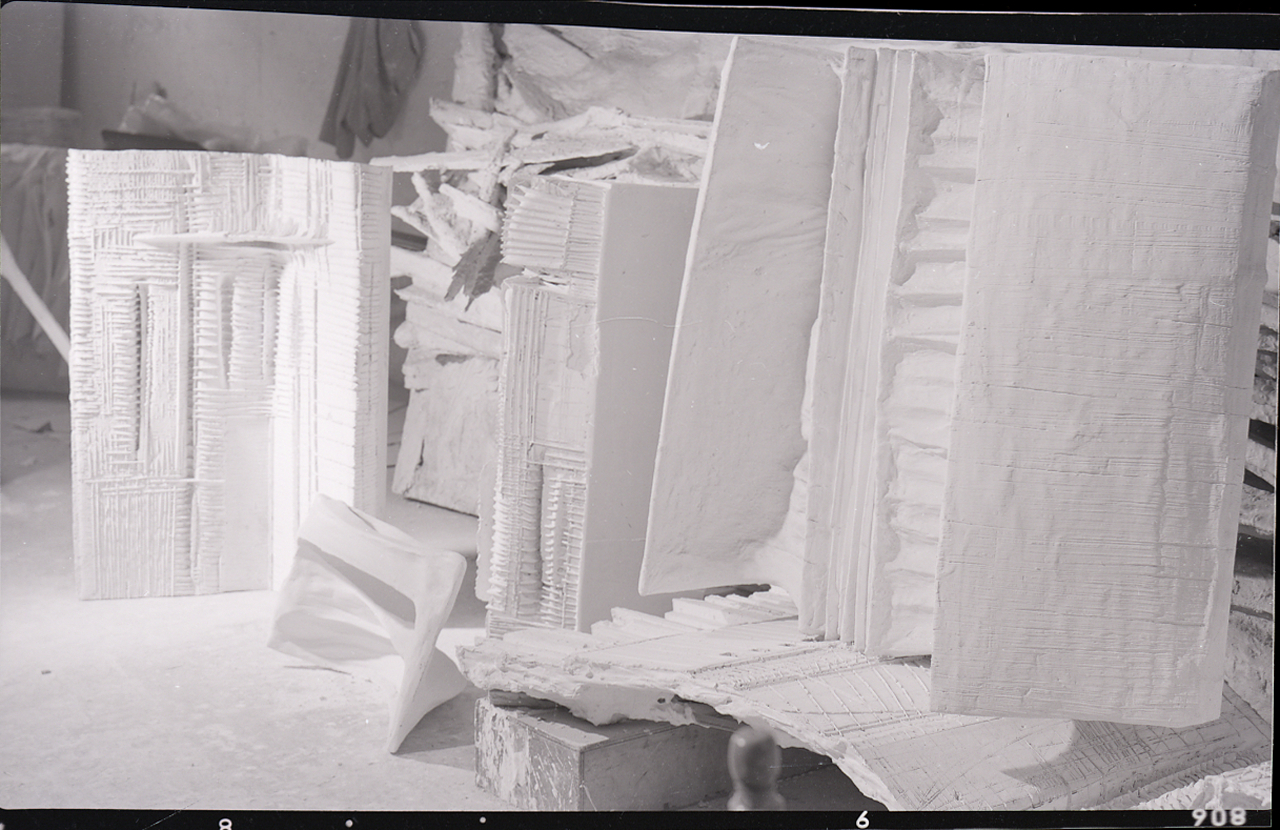
۱۹۶۵
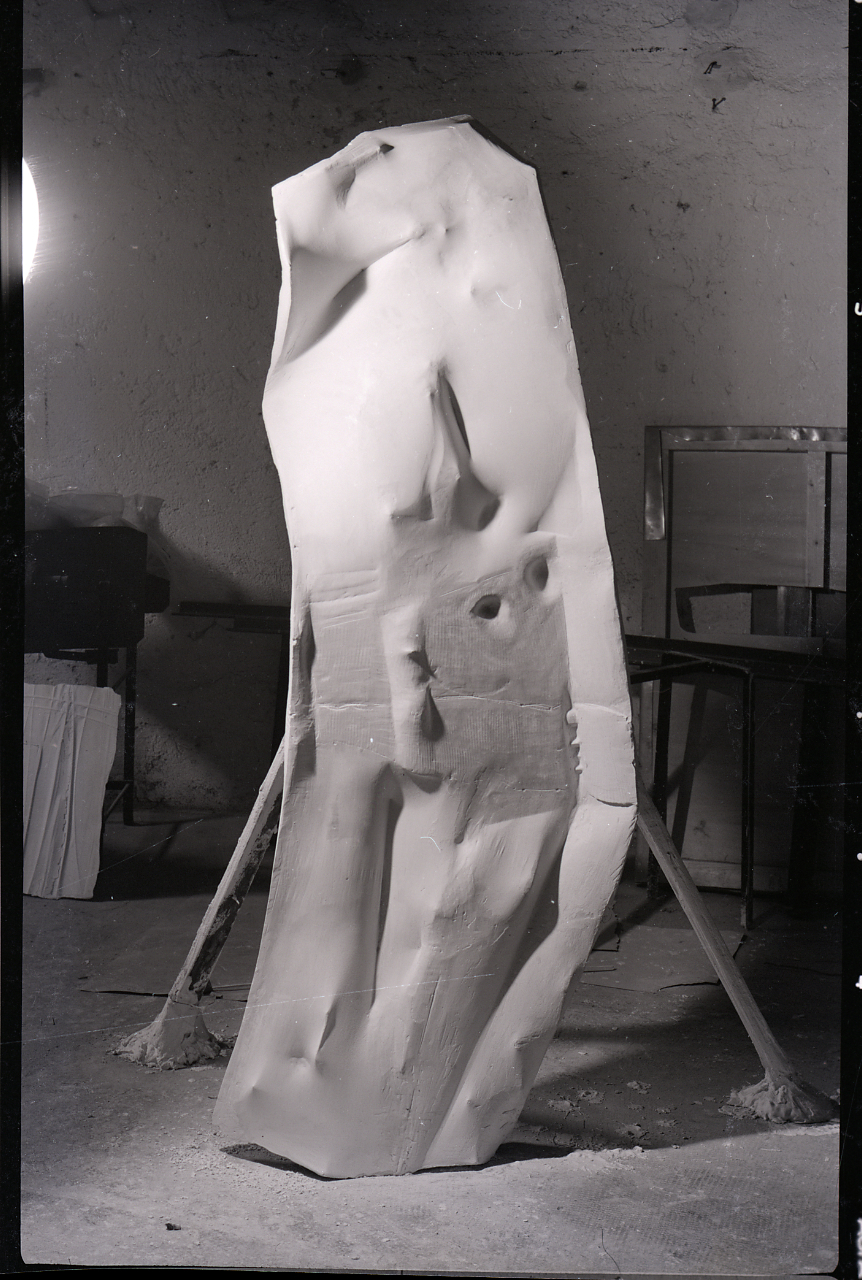
۱۹۶۵

## جوایز و افتخارات
- یک عمر دستاورد در مجسمه‌سازی معاصر از مرکز مجسمه‌سازی بین‌المللی ۲۰۰۲[۱]
- در سال ۲۰۰۲ مفتخر شد به یک بدون عنوان کار در سمپوزیوم بین‌المللی مجسمه برزیل در سانتا کاتارینا، برزیل.[۲]
- در ۱۷ نوامبر ۲۰۱۱ موتور جستجوی گوگل به مناسبت ۸۱مین سالروز تولد جو پومودورو و به افتخار او گوگل دودل صفحه اصلی خود را تغییر داد.[۳]